# Макфаркар, Колин
Ко́лин Ма́кфаркар (англ. Colin Macfarquhar; 1745(?) — 2 апреля 1793) — шотландский книготорговец и печатник.
Держал типографию и книжный магазин в Эдинбурге. Наиболее известен как один из соучредителей (вместе с Эндрю Беллом) «Общества джентльменов Шотландии» (англ. Society of Gentlemen in Scotland), которое в 1768 году начало публикацию Энциклопедии Британника. Макфаркар также внёс значительный вклад в работу над вторым изданием, а в третьем издании, которое начало выходить в 1788 году, выступал редактором (последние тома, вышедшие уже после его смерти, редактировал Джордж Глейг).